# Toti Muñoz
Toti Muñoz fue una actriz de cine y teatro argentina.

## Carrera
Muñoz fue una intérprete que actuó en 10 filmes durante la llamada "Época dorada del cine nacional argentino" durante las décadas del '40 y '50, en algunos de ellos con un rol de primera figura femenina.
Trabajó con estrellas de cine como Mirtha Legrand, Angelina Pagano, Domingo Sapelli, Niní Gambier, Blanca Orgaz, Eva Duarte, Amalia Bernabé, Virginia Romay, María Esther Buschiazzo, Tito Lusiardo, Héctor Coire, Rosa Catá, Homero Cárpena, Francisco de Paula, Eduardo Cuitiño, Nathán Pinzón, Zoe Ducós, Pilar Gómez y Emilio Laborde, entre muchos otros. Su papel más sobresaliente lo realizó en La casa grande (1953) como una de las hermanas del personaje encarnado por Luis Sandrini.
También trabajó como modelo y actriz publicitaria de marcas como fue la del "Aceite de Nivea Cutis" en 1941,  junto con el locutor Yago Blass y el maquillador Miguel Ángel Casal
En teatro realizó una pieza de 1944 de Florencio Chiarello titulada Filomena y Pipistrelo se casan en un riachuelo  junto con Carlos Bianquet, Tota Ferreyra, Alfredo Mileo, Pepita Muñoz, Malvina Pastorino, Tomas Simari y María Turgenova, estrenada en el Teatro Comedia. Trabajó con asiduidad en la compañía de Paulina Singerman.

## Filmografía
- 1940: Nosotros, los muchachos
- 1940: La carga de los valientes
- 1941: La quinta calumnia
- 1941: Volver a vivir
- 1941: El mozo número 13
- 1942: Puertos de ensueño
- 1948: Pasaporte a Río
- 1948: La rubia Mireya como Margot
- 1952: Como yo no hay dos
- 1953: La casa grande
- 1953: Asunto terminado
- 1955: Pobre pero honrado[4]
- 1961: Don Frutos Gómez